# دافرن وليامز
دافرن وليامز (بالإنجليزية: Davern Williams)‏ هو لاعب كرة قدم أمريكية أمريكي، ولد في 13 فبراير 1980 في بريوتون في الولايات المتحدة.

## وصلات خارجية
- دافرن وليامز على موقع مرجع كرة القدم المحترفة.كوم (الإنجليزية)
- دافرن وليامز على موقع JustSportsStats.com (الإنجليزية)